# Кембо Уба Кембо
Жан Кембо Уба Кембо (фр. Jean Kembo Uba Kembo, 27 грудня 1947 — 26 березня 2007, Кіншаса) — футболіст ДР Конго, що грав на позиції півзахисника.
Виступав за клуб «Віта Клуб», а також національну збірну Заїру. У складі збірної — дворазовий володар Кубка африканських націй.

## Клубна кар'єра
У дорослому футболі дебютував 1967 року виступами за команду «Віта Клуб», кольори якої і захищав протягом усієї своєї кар'єри гравця, що тривала чотирнадцять років. Разом з командою виграв Кубок африканських чемпіонів 1973 року.

## Виступи за збірні
1968 року дебютував в офіційних матчах у складі національної збірної Демократичної Республіки Конго, вигравши того року Кубок африканських націй 1968 року в Ефіопії, зігравши на турнірі в трьох іграх, в тому числі у фіналі проти Гани (1:0).
Згодом брав участь у кубку африканських націй 1970 року в Судані, зігравши одну гру, а на Кубку африканських націй 1974 року в Єгипті здобув другий для себе титул континентального чемпіона, зігравши на турнірі у двох іграх.
Того ж 1974 року був учасником першої в історії для збірної ДР Конго/Заїру світової першості — чемпіонату світу 1974 у ФРН. У своїй групі команда зайняла останнє 4 місце, поступившись Шотландії, Бразилії та Югославії. Кембо зіграв в усіх трьох матчах, а команда встановила антирекорд чемпіонатів світу, пропустивши 14 голів і не забивши жодного.
Загалом протягом кар'єри у національній команді, яка тривала 4 роки, провів у її формі 23 матчі і забив 5 голів.
Помер 26 березня 2007 року на 60-му році життя у місті Кіншаса.

## Титули і досягнення
- Чемпіон ДР Конго (7):

«Віта Клуб»: 1970, 1971, 1972, 1973, 1975, 1977, 1980
- Переможець Кубка африканських чемпіонів (1):

«Віта Клуб»: 1973
- Володар Кубка африканських націй (2):

ДР Конго / Заїр: 1968, 1974